# Fotbalová asociace České republiky
Die Fotbalová asociace České republiky (abgekürzt FAČR, Fußballverband der Tschechischen Republik), bis Juni 2011 Českomoravský fotbalový svaz (ČMFS, Böhmisch-mährischer Fußballverband), ist der Verband tschechischer Fußballvereine mit Sitz in Prag. Er wurde im Jahre 1901 als Český svaz footballový (ČSF) in Prag gegründet. Der Verband ist die Dachorganisation für knapp 4.000 Vereine mit rund 625.000 Mitgliedern.
Der FAČR gliedert sich in 14 Regionalverbände, in denen über 15.000 Mannschaften spielen. Die Regionalverbände sind in mehrere Kreisverbände gegliedert. Regional- und Kreisverbände sind weitgehend an den Verwaltungsgrenzen orientiert.
Vorsitzender ist seit 2017 Martin Malík.

## Geschichte
Am 19. Oktober 1901 wurde im Prager Restaurant U zlaté váhy der Tschechische Fußballbund gegründet (tschechisch: Český svaz footballový, ČSF). Gründungsmitglieder waren folgende Fußballvereine: SK Slavia, AC Sparta, SK Meteor Praha VIII, SK Union, SK Olympia Praha VII, FK Horymír, FK Malá Strana, Hradčanský SK, SK Vyšehrad, LK Česká vlajka, SK Olympia Košíře, ČAFC Královské Vinohrady, AFK Karlín, SK Plzeň, FK Union Plzeň und AC Roudnice. Erster Vorsitzender wurde der Slavia-Kapitän Karel Freja.
1906 wurde der ČSF provisorisch in die FIFA aufgenommen und trat in Budapest zu seinem ersten Länderspiel an. 1907 wurde die FIFA-Mitgliedschaft bestätigt, nur ein Jahr später wurde der Verband auf Druck Österreich-Ungarns, das seine staatliche Integrität gefährdet sah, aus der FIFA ausgeschlossen. Am 20. Januar 1912 wurde ein mährisch-schlesischer Unterverband gegründet.
1916 wurde der Verband zur Auflösung gezwungen, gründete sich jedoch schon 1917 unter gleichem Namen neu.
Nach der Entstehung der Tschechoslowakei wurde der Verband am 10. April 1921 in Československý svaz footballový, ČSSF umbenannt.
Am 26. März 1923 wurde die Tschechoslowakische Fußballvereinigung (tschechisch: Československá associace footballová, ČSAF) gegründet, die als Dachorganisation der in der Tschechoslowakei bestehenden Nationalverbände der Minderheiten fungierte. Ihr gehörten neben dem Tschechoslowakischen Fußballbund auch der Deutsche Fußball-Verband für Böhmen (DFVfB), Deutsche Fußball-Verband für Mähren und Schlesien (DFVfMuSch), der Ungarische Fußballverband (MLSz), der Jüdische Fußballverband (KMKRJ) und der Polnische Fußballverband (PZPN) an. Dabei organisierte der DFVfB eigene Wettbewerbe.
Nach der Okkupation der sogenannten Rest-Tschechei durch die Wehrmacht 1939 war wieder der ČSF für den tschechischen Fußball zuständig. Nach dem Ende des Zweiten Weltkrieges 1945 wurde die ČSAF wiedergegründet. Mit der Machtübernahme der Kommunistischen Partei 1948 wurde der Fußballsport in der Tschechoslowakei völlig umorganisiert. Bis 1952 unterstanden die Vereine und Mitglieder in der OKČOS der Sokol-Vereinigung (ČOS). Zwischen 1953 und 1957 gab es eine Fußballabteilung im staatlichen Ausschuss für Leibeserziehung und Sport.
Der damalige Fußballverband wurde am 5. Juni 1954 Mitglied der UEFA.
Von 1957 bis 1968 unterstand der Fußballsport dann dem Tschechoslowakischen Sportverband (tschechisch: Československý svaz tělesné výchovy, ČSTV). 1968 wurde ein Tschechoslowakischer Fußballverband (tschechisch: Československý fotbalový svaz, ČSFS) gegründet, der als Folge der Umwandlung der Tschechoslowakei in einen Bundesstaat in einen Tschechischen (ČFS) und einen Slowakischen Fußballverband (SFZ) unterteilt war.
Bis zum Ende des kommunistischen Regimes 1990 unterstand der Fußballsport dem Ausschuss des Fußballverbands im Zentralkomitee des Tschechoslowakischen Sportverbands ČSTV.
1990 kam er zur Gründung eines Tschechoslowakischen Fußballbundes unter dem Namen Československá fotbalová asociace, ČSFA, der in einen Tschechischen- und einen Slowakischen Verband unterteilt war.
Mit der Teilung der Tschechoslowakei in zwei selbstständige Staaten Tschechien und Slowakei 1993 kam es zur Gründung des Fußballverbands Českomoravský fotbalový svaz (ČMFS), der sich im Juni 2011 in Fotbalová asociace České republiky (FAČR) umbenannte.

## Internationale Wettbewerbe
Die Böhmische Fußballnationalmannschaft trat am 1. April 1906 erstmals zu einem Ländervergleich an. Gegner in diesem Freundschaftsspiel war Ungarn, die Begegnung endete 1:1.
Bis zum FIFA-Ausschluss 1908 bestritt Böhmen sechs offizielle Länderspiele, davon fünf gegen Ungarn, das letzte Spiel gegen England.
Bei den Olympischen Spielen 1920 kam die Tschechoslowakische Fußballnationalmannschaft bis in das Endspiel gegen Belgien, verließ aber in der 38. Spielminute beim Spielstand von 2:0 für die Belgier aus Protest gegen die Schiedsrichterleistung den Platz und wurde daraufhin disqualifiziert.
Bei Weltmeisterschaften belegte die Tschechoslowakei 1934 und 1962 den Zweiten Platz.
Den größten internationalen Triumph des Tschechoslowakischen Fußballs stellt wohl der Gewinn der Europameisterschaft 1976 dar. 1980 wurde die Tschechoslowakei Dritter.
Die Tschechische Mannschaft wurde 1996 in England Vizeeuropameister und 2004 in Portugal Dritter.
Europameister wurden auch die U-23- (1976), die U-21- (2002), die U-18- (1968) und die U-16-Auswahl (1990).
Die Tschechische Fußballnationalmannschaft der Frauen konnte noch keine nennenswerten Erfolge erringen.

## Nationale Wettbewerbe
Folgende nationalen Wettbewerbe werden unter dem Dach des ČMFS ausgetragen:
- Tschechische Meisterschaft (Synot Liga)
- Pohár FAČR
- Tschechischer Supercup

Darüber hinaus organisieren die FAČR und deren Unterorganisationen zahlreiche weitere Frauen-, Jugend- und Amateurfußball-Wettbewerbe.

## Vorsitzende
Vorgängerverbände:
| Vorsitzender         | Zeitraum  | Tätigkeit                                              |
| Karel Freja          | 1901–1902 | Spieler ČAFC Královské Vinohrady und Slavia Prag       |
| Vilém Heinz-Henry    | 1903      | Journalist                                             |
| Václav J. Kapr       | 1903–1904 | Funktionär Čechie Karlín                               |
| Otakar Petřík        | 1905      | Vorsitzender Sparta Prag                               |
| Miroslav Horáček     | 1905–1909 | Vorsitzender Slavia Prag, Sportredakteur               |
| Josef Šikl           | 1909      | Vorsitzender Sparta Prag                               |
| Josef Fikl           | 1910      | Funktionär SK Smíchov                                  |
| Stanislav Práchenský | 1911      | Vorsitzender Slavia Prag                               |
| Karel Bukovský       | 1911–1913 | Funktionär Slavia Prag                                 |
| Ludvík Dyk           | 1914–1919 | Vorsitzender ČAFC Vinohrady, zuvor Slavia Prag         |
| Jindřich Kamenický   | 1919      | Vorstandsvorsitzender Slavia Prag                      |
| Otakar Petřík        | 1920–1922 | Funktionär Sparta Prag                                 |
| Rudolf Pelikán       | 1923–1938 | Gründer ostböhmischer Fußballverband                   |
| Rudolf Pelikán       | 1939–1946 | Mitglied FIFA-Komitee                                  |
| Václav Valoušek      | 1946–1948 | Funktionär Slavia Prag                                 |
| Miroslav Stjažkin    | 1948      | Zeitungsredakteur Rudé právo                           |
| Július Viktory       | 1948      |                                                        |
| Emil Bryndač         | 1949–1950 | Vorsitzender Schiedsrichtervereinigung                 |
| Viktor Linhart       | 1950      |                                                        |
| Hubert Jahoda        | 1950–1952 |                                                        |
| Jaroslav Krofta      | 1952      |                                                        |
| Rostislav Major      | 1952–1954 |                                                        |
| František Blažej     | 1954–1960 | Vorsitzender Mittelböhmischer Fußballverband, vor 2.WK |
| Josef Rogl           | 1960–1964 | Funktionär SK Smíchov und ČSAF                         |
| Jiří Müller          | 1964–1968 | Vorsitzender Bohemians Prag                            |
| Milan Michalík       | 1969–1970 | slowakischer Fußballfunktionär                         |
| Rudolf Tvaroška      | 1970–1973 | Fußballfunktionär Trenčín                              |
| Ladislav Šaroši      | 1973–1976 | Funktionär VSŽ Košice                                  |
| Jaromír Tománek      | 1976–1982 | Sportfunktionär                                        |
| Vlastimil Staněk     | 1982–1983 | Prager Fußballfunktionär                               |
| Rudolf Kocek         | 1983–1990 | Vorsitzender Dukla Prag, Verbandsfunktionär            |
| Václav Jíra          | 1990–1992 | Vizepräsident UEFA, ehemaliger Trainer                 |
| Milan Služanič       | 1992      | Vorsitzender Slowakischer Fußballverband               |

Českomoravský fotbalový svaz, ČMFS:
| Vorsitzender         | Zeitraum  | Tätigkeit                                         |
| František Chvalovský | 1993–2001 | ehemaliger Spieler und Funktionär FK Chmel Blšany |
| Jan Obst             | 2001–2005 | Verbandsfunktionär                                |
| Pavel Mokrý          | 2005–2009 | ehemaliger Schiedsrichter, Manager                |
| Ivan Hašek           | 2009–2011 |                                                   |

Fotbalová asociace České republiky (FAČR)
| Vorsitzender   | Zeitraum  | Tätigkeit                              |
| Miroslav Pelta | 2011–2017 |                                        |
| Martin Malík   | 2017–0000 | Marketingmanager u. a. bei Slavia Prag |

## Mitglieder und Gliederung
Dem ČMFS sind 3.955 Vereine mit 625.552 Spielern angeschlossen. Sie bilden 15.378 Mannschaften (Stand: 2006, Quelle: ČMFS).

### Regionalverbände
- Pražský fotbalový svaz (Prag, dieser Verband besitzt besonderen Status)
- Středočeský kraj (Mittelböhmen)
- Jihočeský kraj (Südböhmen)
- Plzeňský kraj (Pilsen)
- Karlovarský kraj (Karlsbad)
- Ústecký kraj (Ústí nad Labem)
- Liberecký kraj (Liberec)
- Královehradecký kraj (Hradec Králové)
- Pardubický kraj (Pardubice)
- Kraj Vysočina (Vysočina)
- Jihomoravský kraj (Südmähren)
- Olomoucký kraj (Olmütz)
- Zlínský kraj (Zlín)
- Moravskoslezský kraj (Mährisch-Schlesien)

## UEFA-Fünfjahreswertung
Platzierung in der UEFA-Fünfjahreswertung:
(in Klammern die Vorjahresplatzierung). Die Kürzel CL, EL und CO hinter den Länderkoeffizienten geben die Anzahl der Vertreter in der Saison 2026/27 der Champions League, der Europa League sowie der Conference League an.
- 07.  (07)  Portugal (Liga, Pokal) – Koeffizient: 62.266 – CL: 2, EL: 2, CO: 1
- 08.  (08)  Belgien (Liga, Pokal) – Koeffizient: 56.850 – CL: 2, EL: 2, CO: 1
- 09.  (10)  Tschechien (Liga, Pokal) – Koeffizient: 44.100 – CL: 2, EL: 2, CO: 1
- 10.  (09)  Türkei (Liga, Pokal) – Koeffizient: 43.900 – CL: 2, EL: 1, CO: 2
- 11.  (14)  Norwegen (Liga, Pokal) – Koeffizient: 39.687 – CL: 2, EL: 2, CO: 1

Stand: Ende der Europapokalsaison 2024/25